# Arena (álbum de Los Tres)
Arena es un álbum y DVD en vivo, de la banda de rock chilena Los Tres, que registra el recital de su regreso a los escenarios (luego de haber estado disuelta por seis años). Fue grabado los días 7 y 8 de julio de 2006 en el teatro Arena Santiago.
Este material, puesto a la venta a partir del 15 de diciembre de 2007, cuenta con 27 canciones en su edición de CD (doble), y con 31 en la de DVD; y recorre toda la discografía de la banda. El registro tuvo, desde sus inicios, una exitosa recepción por parte de la prensa y el público.
Otro dato importante es que la edición DVD contiene un backstage de Los Tres con Fito Páez en el Festival Internacional de la Canción de Viña del Mar 2007, e imágenes obtenidas en conciertos de la banda entre el 2006 y el 2007.
El año 2014 se editó en formato vinilo de 3 LP bajo el sello Plaza Independencia
El sencillo promocional del CD/DVD es la canción "No es cierto".

## Lista de canciones

### CD 1
1. "Somos tontos, no pesados" (Álvaro Henríquez) – 5:17
2. "Sudapara" (Henríquez, Roberto Lindl) – 3:05
3. "La torre de Babel" (Henríquez) – 3:33
4. "Hojas de té" (Henríquez) – 3:36
5. "El aval" (Henríquez) – 3:15
6. "Gato por liebre" (Henríquez, Ángel Parra, Lindl) – 5:13
7. "Tírate" (Henríquez) – 3:47
8. "Camino" (Henríquez) – 3:22
9. "Olor a gas" (Henríquez, A. Parra, Lindl) - 4:05
10. "Cerrar y abrir" (Henríquez, Lindl) – 4:51
11. "No me falles" (Henríquez, Lindl) – 4:24
12. "Traje desastre" (Henríquez, A. Parra, Lindl) – 3:28
13. "He barrido el sol" (Henríquez) – 4:58

### CD 2
1. "Agua bendita" (Henríquez, A. Parra) – 3:38
2. "El arrepentido" (Roberto Parra) – 2:03
3. "La vida que yo he pasado" (Roberto Parra) – 2:51
4. "La negrita" (Roberto Parra) – 2:25
5. "Quién es la que viene allí" (trad.arr. Roberto Parra) - 3:52
6. "No es cierto" (Henríquez, Lindl) – 4:22
7. "Bolsa de mareo" (Henríquez) – 3:36
8. "Tu cariño se me va" (Buddy Richard) – 3:45
9. "Me arrendé" (Henríquez) – 4:09
10. "Un amor violento" (Henríquez) – 5:16
11. "Déjate caer" (Henríquez, Lindl) – 7:22
12. "Bip bip" (Henríquez, Lindl) - 4:17
13. "La espada y la pared" (Henríquez, Lindl) – 8:56
14. "Restorán" (Henríquez, Lindl, Parra, Francisco Molina) – 6:22

### DVD
En la edición DVD, cuya dirección estuvo a cargo de Pascal Krumm, se incluyen, además de todas las canciones mencionadas:
1. "Silencio" (Henríquez) – 2:21
2. "Puerto de Valparaíso" (cueca popular) – 2:40
3. "Moizéfala" (Henríquez) – 4:18
4. "La primera vez" (Henríquez, Lindl) – 3:50

## Músicos
- Álvaro Henriquez: Voz Guitarra rítmica
- Roberto Titae: Bajo eléctrico
- Ángel Parra: Guitarra líder
- Manuel Basualto: Batería
- Rodolfo Henríquez "El Primo": Acordeón
- Emmanuel del real: Piano
- Joselo Osses: Piano